# Intelligente snelheidsassistentie
Intelligente snelheidsassistentie (ISA), ook wel bekend als intelligente snelheidsaanpassing of intelligente snelheidsadaptatie, is een systeem dat ervoor zorgt dat voertuigsnelheden de maximumsnelheid niet overschrijden. Er zijn verschillende varianten van het systeem, zo kan het systeem bijvoorbeeld een bestuurder waarschuwen dat deze de snelheidslimiet overschrijdt of automatische ingrijpen wanneer dit gebeurt.

## ISA-varianten
InformatieDeze vorm van assistentie is voornamelijk visueel. De snelheidslimiet en de wijzigingen in de snelheidslimiet worden digitaal weergegeven. Verkeersborden worden nu al weergegeven bij verkeersnavigatie in apps zoals Google Maps en in auto's met zogenaamde Verkeersbordherkenning.
Open systeemHierbij is de informatie zowel visueel als auditief. Het systeem waarschuwt de bestuurder wanneer de snelheidslimiet wordt overschreden. De bestuurder kan vervolgens zelf beslissen wat hij of zij met deze informatie doet.
Halfopen systeemBij dit systeem is de auto voorzien van een haptisch pedaal met lichte tot middelmatige feedback naar de bestuurder. Bij snelheidsoverschrijding voelt de bestuurder tegendruk in het gaspedaal. Als de bestuurder vervolgens voldoende druk uitoefent op het gaspedaal is het toch mogelijk de snelheid te overschrijden. Bepaalde vormen van Adaptive cruise control vertragen automatisch als de auto een zone met lagere snelheidslimieten binnenrijdt, maar laten de chauffeur toe om toch te versnellen mocht dit nodig zijn.
Gesloten systeemOok bij dit systeem is het vervoermiddel voorzien van een haptisch pedaal. Alleen in deze uitvoering geeft het pedaal een krachtige feedback naar de bestuurder. Ook mogelijk in dit systeem is een uitgeschakeld pedaal. In het gesloten systeem wordt de maximumsnelheid automatisch beperkt tot de geldende snelheidslimiet. Als de bestuurder toch probeert harder te rijden wordt dit genegeerd door het systeem.

## Geschiedenis
In 1982 vond het eerste experiment plaats met ISA. Dit vond plaats in Frankrijk. Bijna 10 jaar later vond pas weer onderzoek plaats naar ISA. In Zweden werden 2 auto’s uitgerust met het systeem, waarin 75 personen reden over een testroute van 18 kilometer. De snelheid werd handmatig ingesteld. Een jaar later werd er elders in Zweden een test gedaan waarbij de maximumsnelheid voor het eerst automatisch werd aangegeven. Ook in Groot-Brittannië werden soortgelijke trials gedaan.
In België (Gent) en Nederland werden nadien grotere tests gehouden.
. InTilburg werd een trial gedaan waarbij 25 auto’s werden uitgerust met een gesloten systeem. De proef heeft één jaar lang geduurd en is uiteindelijk door ongeveer 120 personen uitgevoerd en richtte zich op technische haalbaarheid en maatschappelijke acceptatie. De auto’s waren voorzien van gps en een digitale kaart van het testgebied in Tilburg. Bij aanvang van de trial waren 55% van de testrijders en bewoners in het proefgebied positief over het ISA-systeem. Na afloop van de proef is dit percentage opgelopen tot 69%. Bij alleen de testrijders ligt dit percentage zelfs op 75%. De gemiddelde snelheid is 1,5 tot 6 kilometer per uur afgenomen op niet duurzaam veilig ingerichte wegen. Toch is er op gebied van verkeersveiligheid in een dergelijk klein testgebied niets te zeggen. Aangeraden is dan ook om hier nog een grootschalig vervolgonderzoek aan te wijden. Uiteindelijk is de Nederlandse proef een succes bevonden. Uit de test in België bleek dat ook met een ISA systeem er nog vaak te hard werd gereden.

## Legitimering
Bij verkeersongevallen zijn er verschillende factoren in het spel. Snelheid is een van deze factoren, aangezien te hoge snelheden, maar ook snelheden die niet aangepast zijn aan de omstandigheden, gevaarlijk kunnen zijn. Te hard rijden is zelfs een van de belangrijkste oorzaken van verkeersongevallen. Als de snelheidsbeheersing die ISA biedt wordt ingevoerd, zal dit dan ook ten goede komen van de verkeersveiligheid. Het is echter niet met precisie te zeggen wat het effect zal zijn, omdat het aantal voertuigen uitgerust met ISA in de veldtests betrekkelijk klein was. Toch lijkt uit Brits onderzoek af te leiden, dat wanneer iedere automobilist met een ISA systeem zou rijden, het aantal ongevallen met ongeveer 59% zou afnemen. Het aantal zwaargewonden zou met 48% afnemen en het aantal doden met 36%.
Een ander mogelijk positief punt is dat minder of geen snelheidsremmende infrastructuur nodig is zoals verkeersdrempels en chicanes.

## Effecten

### Snelheid
Om het effect van ISA op het rijgedrag te onderzoeken, worden verschillende methodieken toegepast. Er worden gegevens verzameld door onder meer rijsimulatoren, microsimulatie, geïnstrumenteerde auto's en veldtests. De uitkomsten van de studies wijzen alle in dezelfde richting. Namelijk dat ISA-systemen een aantal positieve veiligheidseffecten op de rijsnelheid lijken te hebben. Zo vertonen met ISA uitgeruste voertuigen en gemiddelde snelheidsvermindering van circa 2 tot 7 km/uur. Wat zich weer uit in een afname van snelheidsovertredingen en snelheidsverschillen.

### Verkeersongevallen
Echte goede informatie over het effect van ISA ten aanzien van verkeersongevallen is er nog niet. Het aantal met ISA uitgeruste voertuigen in veldtests is te klein om een reëel beeld te vormen van het effect van ISA op verkeersongevallen. Op basis van de beste beschikbare informatie is daarom voor een schatting van dit effect gekeken naar de studies die gebruikmaken van rijsimulatoren en verkeerssimulaties. Op basis van de geconstateerde vermindering van de gemiddelde snelheid, snelheidsverschillen en het percentage snelheidsovertredingen, wordt aangenomen dat ISA-systemen leiden tot aanzienlijke afname van de ernst en het aantal verkeersongevallen. Als er gekeken wordt naar de effectiviteit van de diverse ISA-systemen, blijken de adviserende of informatieve systemen een veel geringer effect te hebben dan dwingende systemen. Ook is het effect van ISA op basis van vaste of variabele snelheidslimieten kleiner dan dat van ISA op basis van dynamische snelheidslimieten.

### Doorstroming en milieu
De verwachte effecten van ISA voor de doorstroming en het milieu zijn gebaseerd op de lagere en homogenere rijsnelheden. Modelstudies met microsimulatie van het ISA-effect op de efficiency van het wegennet hebben uitgewezen dat er bij een hoge verkeersdichtheid geen significant effect op het totaal aan reistijden zou zijn, omdat de rijsnelheden al grotendeels beperkt worden door congestie. Bij lagere verkeersdichtheden zouden de reistijden echter langer worden als gevolg van de lagere gemiddelde snelheden, vooral bij toenemende ISA-penetratie.
Wat Milieu betreft zijn de gegevens over ISA beperkt. De Nederlandse proef met ISA leverde onvoldoende gegevens op om tot een indicatieve slotsom te komen over het effect van ISA op de emissieniveaus. Een proef in de Zweedse stad Lund toonde aan dat er een daling in de emissievolumes optrad, voornamelijk op vierbaanswegen en bij een snelheidslimiet van 50 km/u. De gemiddelde reductie was voor CO 11%, voor NOx 7% en voor HC 8%. Op de overige wegtypen werden geen significante veranderingen gemeten en op doorgaande wegen met een maximumsnelheid van 70 km/u namen de emissies toe.

## Implementatie
Uit het Europese PROSPER-project kan geconcludeerd worden dat de belangrijkste algemene hindernissen voor de invoering van ISA het technisch functioneren en de toepasbaarheid op het gehele wegennet betreft. Voor sommige landen is echter ook de kostprijs een belangrijke barrière, evenals de politieke en publieke acceptatie. Er zijn op het ogenblik al systemen in gebruik die gekoppeld zijn aan navigatiesystemen, en geven informatie over de (vaste) snelheidslimieten.
De ISA-systemen die nu op de markt zijn werken met vaste snelheidslimieten. Een volgende stap zou het toevoegen van plaatsgebonden variabele snelheidslimieten zijn. Zowel vaste als variabele snelheidslimieten kunnen aan het voertuig worden doorgegeven vanuit de digitale database met snelheidslimieten in combinatie met gps. ISA op basis van volledig dynamische limieten, afhankelijk van tijdelijke factoren zoals verkeersdichtheid en weersomstandigheden, moet het uiteindelijke doel van de ISA-ontwikkeling zijn. Omdat dynamische snelheidslimieten beter kunnen worden afgestemd op de feitelijke omstandigheden, wordt van deze typen ISA de grootste veiligheidswinst verwacht.